# Naissance en 1409
Naissance
- 1405
- 1406
- 1407
- 1408
- 1409
- 1410
- 1411
- 1412
- 1413

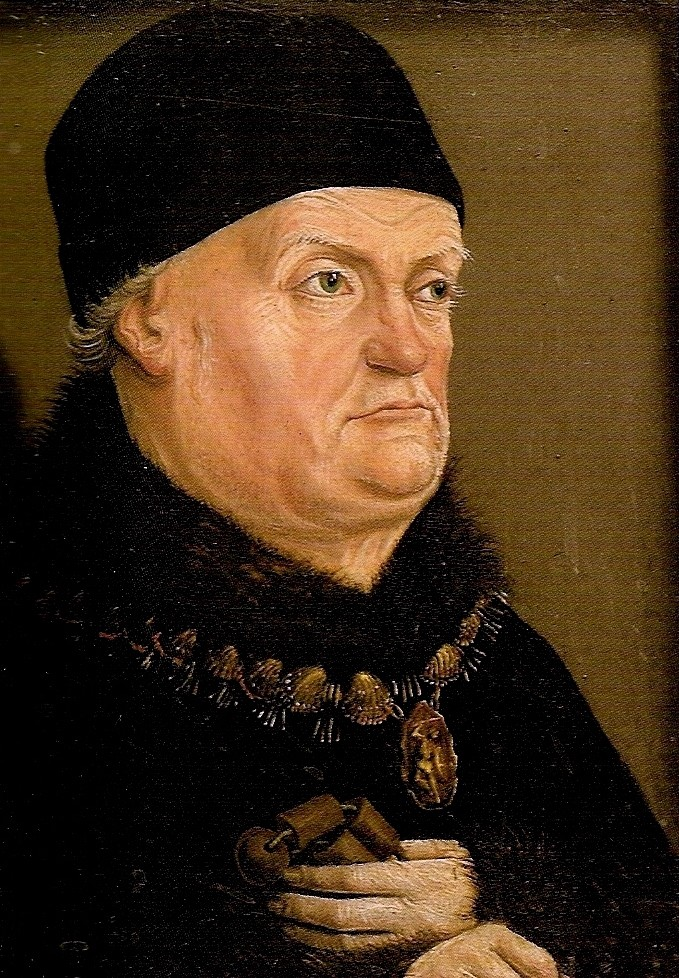
René Ier de Naples, né en 1409.

Cette page dresse une liste de personnalités nées au cours de l'année 1409  :
- 16 janvier : René Ier de Naples, ou René Ier d'Anjou, ou René de Sicile, surnommé le bon Roi René, seigneur puis comte de Guise, duc de Bar, duc consort de Lorraine, duc d'Anjou, comte de Provence et de Forcalquier, comte de Piémont, comte de Barcelone, roi de Naples, roi titulaire de Jérusalem, roi titulaire de Sicile et d'Aragon, marquis de Pont-à-Mousson, ainsi que pair de France et fondateur de l'Ordre du Croissant.
- 2 mars : Jean II d'Alençon, prince de sang, duc d'Alençon, comte du Perche et chef de guerre français (Lieutenant-général).
- 20 juillet : Ilie Ier de Moldavie, voïvode de Moldavie.
- 7 octobre : Élisabeth de Luxembourg, reine de Germanie, de Hongrie et de Bohème.
- 21 octobre : Alessandro Sforza, condottiere italien, seigneur de Pesaro.

- Louis de Beauvau, sénéchal d'Anjou
- Berardo Eroli, surnommé le cardinal de Spolète, cardinal italien.
- Giovanni Mocenigo, 72e doge de Venise.
- Alessandro Oliva, cardinal italien.
- Thomas Paléologue, prétendant au trône impérial Byzantin.
- Bernardo Rossellino, sculpteur et un architecte florentin.

## Crédit d'auteurs
- Cet article est partiellement ou en totalité issu de l'article intitulé « 1409 » (voir la liste des auteurs).